# Lubej
Lubej je priimek več znanih Slovencev:

## Znani nosilci priimka
- Bogdan Lubej (*1960), filmski igralec
- Bojan Lubej (1921—1986), politik, diplomat
- Bojan Lubej, glasbenik/pevec?
- Franc Lubej (1898—1985), politik, publicist (Sokol, OF)
- Gašper Lubej, novinar, satirik?
- Janja Vollmaier Lubej, literarna zgodovinarka, slovenistka, ukrajinistka, prevajalka
- Julija Lubej, pevka
- Lojze Lubej (1900—1942), telovadec, športni delavec-sodnik, Sokol, sodelavec OF
- Marica Lubej - Brumen (1902—1983), operna pevka
- Marijana Lubej (*1945), atletinja, peterobojka
- Marjana Lubej (1945—2021), gospodarstvenica
- Miro Lubej (*1943), kemik, predavatelj in dekan VŠZ
- Nežka Lubej, folklornica
- Primož Lubej, prevajalec
- Samo Lubej (*1958), gradbenik, prof. in kinolog
- Samo Lubej, finančni strokovnjak in svetovalec
- Sonja Lubej Rogelj (1927—1997), kemičarka, tekstilna tehnologinja
- Staša Lubej, športnica kikboksarka
- Uroš Lubej (*1956), umetnostni zgodovinar, konservator
- Uroš Lubej (*1975), filozof, politični aktivist
- Vesna Lubej (1964—2016), igralka
- Zoran Lubej (*1975), rokometaš